# Cabo Carbonara
O cabo Carbonara é um cabo no sudeste da Sardenha, na Itália e que delimita a leste o golfo de Cagliari.
Fica no município de Villasimius a cerca de 6 km na direção sul do centro da localidade. A península que o cabo termina tem cerca de 3,5 km de comprimento e largura máxima de 1,8 km.
A zona marinha que rodeia o cabo Carbonara, juntamente com a ilha Cavoli e a ilha Serpentara, integra a área natural marinha protegida do Cabo Carbonara.